# Теремківський провулок (Київ, Солом'янський район)
Теремкі́вський прову́лок — провулок у Солом'янському районі міста Києва, місцевість Олександрівська слобідка. Пролягає від Архітекторської до Оборонної вулиці.

## Історія
Провулок виник у 40-х роках ХХ століття під назвою 357-а Нова вулиця, з 1944 року — Теремківська вулиця, від місцевості Теремки на південній околиці Києва. Сучасна назва вживається з 1970-х років.